# Shuhei Nishida
Shuhei Nishida (en japonès: 西田 修平; transliteració: Nishida Shūhei) (Nachi, Districte de Higashimuro, Prefectura de Wakayama, Imperi japonès 1910 - Tòquio (Japó) 1997) fou un atleta japonès, especialista en salt de perxa i guanyador de dues medalles olímpiques.

## Biografia
Va néixer el 21 de març de 1910 al poble de Nachi, situat avui dia a la vila de Nachikatsuura, dins de la Prefectura de Wakayama, que en aquells moments formava part de l'Imperi japonès i avui dia del Japó. Va morir el 13 d'abril de 1997 a la seva residència de Tòquio, capital del Japó.

## Carrera esportiva
Va participar, als 22 anys, en els Jocs Olímpics d'Estiu de 1932 realitzats a Los Angeles (Estats Units), on va aconseguir guanyar la medalla de plata en la competició masculina de salt de perxa. En els Jocs Olímpics d'Estiu de 1936 realitzats Berlín (Alemanya nazi) va aconseguir finalitzar la competició en segon lloc empatat amb el seu company i amic Sueo Ōe. Els dos tingueren l'oportunitat de realitzar un nou salt per veure qui guanyava la medalla de plata, però ambdós refusaren en senyal de competitivitat. Finalment Nishida fou guardonat amb la medalla de plata i Ōe amb la medalla de bronze. En tornar del Japó a les medalles de Nishida i Oe foren tallades per la meitat i un joier les va unir de nou, meitat de bronze i meitat de plata, com a símbol de "medalles de l'amistat".
Nishida és, juntament amb Yūko Arimori i Kōji Murofushi, l'únic atleta japonès que ha guanyat més d'una medalla olímpica.
Als 41 anys va guanyar una medalla de bronze als Jocs Asiàtics de 1951. Va romandre actiu tota la seva vida, exercint d'àrbitre en competicions i, a partir del 1959, com a vicepresident honorari de l'Associació Japonesa d'Atletisme i com a membre del Comitè Olímpic Japonès. El 1989 va ser guardonat amb la medalla de plata de l'Orde Olímpic.

## Millors marques
- Salt de perxa. 4m 30 cm (1932)[4]